# Liste der Straßen in Essen-Schuir
Die Liste der Straßen in Essen-Schuir beschreibt das Straßensystem im Essener Stadtteil Schuir mit den entsprechenden historischen Bezügen.

## Einführung und Überblick
In Essen-Schuir leben 1710 Einwohner (30. September 2022) auf einer Fläche von 6,72 km². Schuir hat die Postleitzahlenbezirke 45133 und 45239.
Die Stadtteilgrenze verläuft im Uhrzeigersinn im Norden beginnend grob folgendermaßen:
 Theodor-Althoff-Straße, Hatzper Straße nach Osten, Meisenburgstraße nach Südwesten, Aseystraße, dem Aseybach und weiter dem Wolfsbach nach Süden folgend, von der Straße Wolfsbachtal auf den Schuirweg wechselnd, auf dem Rutherweg nach Westen, weiter dem Schuirbach folgend zur Straße Pierburger Saum, der Straße An der Pierburg nach Nordwesten folgend, auf der Meisenburgstraße nach Norden und weiter auf der Bundesautobahn 52 bis zur Hatzper Straße.
In Schuir gibt es 32 benannte Verkehrsflächen, darunter keinen Platz.
 Diese Straßen befinden sich dabei nur teilweise im Stadtteil:
 Am Treppchen, Aseyweg, Hatzper Straße, Meisenburgstraße, Norbertstraße, Pierburger Saum, Ruthertal, Rutherweg, Schuirweg, Wolfsbachtal
Durch den Stadtteil Schuir verlaufen
- die Bundesautobahn 52,
- die Landesstraße L132 auf der Hatzper Straße von Bredeney weiter nach Haarzopf,
- die Landesstraße L176 auf der Norbertstraße parallel der Autobahn 52,
- die Landesstraße L441 auf der Meisenburgstraße von Bredeney weiter nach Kettwig und
- die Landesstraße L442 auf dem Schuirweg von Bredeney weiter auf der Lilienthalstraße nach Haarzopf.

## Liste der Straßen
Die nachfolgende Tabelle gibt eine Übersicht über die Straßen und Wege im Stadtteil mit entsprechenden Informationen.
- Name: aktuelle Bezeichnung der Straße.
- Länge/Maße in Metern:
 Die in der Übersicht enthaltenen Längenangaben sind gerundete Übersichtswerte, die in Google Earth mit dem dortigen Maßstab ermittelt wurden. Sie dienen Vergleichszwecken und werden, sofern amtliche Werte bekannt sind, ausgetauscht und gesondert gekennzeichnet.
 Der Zusatz (im Stadtteil) gibt an, dass die Länge die des Straßenabschnitts innerhalb des Stadtteils ist, da die Straße in benachbarte Stadtteile weitergeführt wird.
 Der Zusatz (ohne Stichstraßen) gibt bei verzweigten Straßen die Länge der „Hauptstraße“ an.
 Der Zusatz (alle Straßenabschnitte zusammen) gibt an, dass die Straße so verwinkelt ist, dass keine „Hauptstraße“ besteht. Stattdessen wird die Länge aller Straßenabschnitte zusammengezählt.
- Herleitung: Ursprung oder Bezug des Namens
- Datum der Benennung: amtliche Erstbenennung
- Anmerkungen: zusätzliche Informationen
- Bild: Foto der Straße oder eines anliegenden Objekts

| Name                   | Länge/Maße (in Metern)                  | Herleitung                                           | Datum der Benennung | Bemerkungen | Bild                                                                 |
| ---------------------- | --------------------------------------- | ---------------------------------------------------- | ------------------- | --- | -------------------------------------------------------------------- |
| Am Gutshof             | 240                                     | Lage am Hof Kohlleppel                               | 23. Feb. 1954       | Der Hof Kohlleppel entstand Anfang des 19. Jahrhunderts. Um 1907 gelangte er über Wilhelm Achtermönting an den Verleger und späteren Oberbürgermeister Theodor Reismann-Grone, der ihn als Landgut Hackenberg bezeichnete, das mit dem gleichnamigen Kotten jedoch nichts zu tun hat. Die Straße Am Gutshof zweigt südlich er Meisenburgstraße ab und wird nach etwa 240 Metern als Hackenberghang weitergeführt. |                                                                      |
| Am Treppchen           | 130 (im Stadtteil)                      | Lagebezeichnung, Gefälle im Gelände                  | 13. Okt. 1953       | 1918 erscheint der Name Am Treppchen erstmals in den Katasternachweisen. In der Begründung der Namensgebung von 1953 heißt es: Von der Anlage des Flughafens fiel das Gelände zum Hof Mühlendyk hin stark ab. Der Höhenunterschied wurde durch eine Treppe, die sich am Anfang der Straße an der Lilienthalstraße im benachbarten Haarzopf befand, überwunden. Die Straße Am Treppchen führt von der Lilienthalstraße in Haarzopf in östlicher Richtung, unterquert dann die Bundesautobahn 52 nach Schuir und führt auf die Meisenburgstraße. |                                                                      |
| An der Meisenburg      | 510                                     | Meisenburg, Flur- und Familienname                   | 7. Jan. 1909        | In der Mutterrolle von 1826 ist erwähnt, dass Wilhelm Meisenburg sieben Morgen Land an der Meisenburg besitzt. Die Straße An der Meisenburg ist eine südliche Stichstraße der Meisenburgstraße. |                                                                      |
| An der Pierburg        | 880 (ohne Stichstraßen)                 | Pierburg, Flur- und Familienname                     | 7. Jan. 1909        | Der Kötter Wenmar op de Pyrenborgh wird in einer Steuerliste von 1528 genannt. Das alte Gehöft an der Grenze von Schuir zu Kettwig nannte man 1790 Bierburg. Pier bedeutet Regenwurm, so dass Pierburg eigentlich ein von Regenwürmern durchsetztes Ackerland bezeichnen würde. Doch es gab in der Grenzregion seit langer Zeit auch einen Hof Finkenburg. Vermutlich blieb in früherer Zeit jemand in der Benennung des Grenzlandes nach Burgen, die nie vorhanden gewesen sind, konsequent. Die Straße An der Pierburg zweigt südöstlich der Meisenburgstraße ab und führt zur Straße Pierburger Saum, wobei sie auf ganzer Länge die Grenze zu Kettwig bildet. |                                                                      |
| An der Ziegelei        | 700                                     | Lage im Gebiet der ehemaligen Ringofen-Ziegelei Asey | 31. Aug. 1949       | Die Straße An der Ziegelei verbindet in der Siedlung Engelsruh die Hatzper Straße mit dem Ligusterweg. Die Siedlung wurde auf dem Gebiet der ehemaligen Ringofen-Ziegelei von Theodor Asey errichtet. |                                                                      |
| Aseyweg                | 110 (im Stadtteil)                      | Asey, Flur- und Hofname                              | 23. Feb. 1954       | In einem Lehnsgüterverzeichnis um das Jahr 1412 ist genannt, dass Johannes Kukelshem cum curia in Walney, cum bonis in der Aze belehnt ist. 1482 ist urkundlich vermerkt, dass Johann von Schüren, Canonich zu Essen, die Güter Walney, Overschüren, Nederschüren und das Gut Asey von der Abtei Werden zu Lehen trägt. Die aufsitzende Familie Asey ist seit 1702 lückenlos nachweisbar. Der Hof hatte den Charakter eines Zeitpachtguts. 1831 kam es wegen vermeintlicher Eigentumsansprüche zu einem Prozess mit dem Domänenfiskus, den der Kläger verlor. So kam der 168 Morgen große Hof durch einen Kaufvertrag in das uneingeschränkte Eigentum der Familie Oberwallney genannt Asey. Der Aseyweg zweigt südlich der Meisenburgstraße ab und führt weiter in den Nachbarstadtteil Bredeney. |                                                                      |
| Engelsruh              | 460                                     | Gaststätte Zur Engelsruh                             | 31. Aug. 1949       | Das Wohn- und Geschäftshaus an der ehemaligen Kreuzung Hatzper Straße/Haeselerstraße wurde 1899 durch den Architekten H. Feldmann aus Essen errichtet und kam kurz darauf an Wilhelm Engels. Der erhielt um 1900 die Konzession zum Betrieb einer Gastwirtschaft, die er Zur Engelsruh nannte. Als die Bundesautobahn 52 gebaut wurde, legte man 1967 das Gebäude nieder und ersetzte es 1970 durch einen Neubau nördlich der Autobahn auf Haarzopfer Gebiet. Die Straße Engelsruh verbindet in der gleichnamigen Siedlung die Straße An der Ziegelei mit dem Hatzper Bogen. |                                                                      |
| Grüne Matte            | 170                                     | Bezug auf grüne Wiesen und Weiden                    | 23. Feb. 1954       | Der Straßenname wurde in Bezug auf die anliegenden grünen Wiesen und Weiden erfunden. Die Straße Grüne Matte ist eine südliche Stichstraße der Meisenburgstraße. |                                                                      |
| Hackenberghang         | 630                                     | Hackenberg, Kotten- und Flurname                     | 23. März 1954       | 1717 verlieh der Werdener Abt Coelestin einem Johann aus der Nöllenheid ein Stück Waldgelände am Hackenberg auf zwanzig Jahre Zeitgewinn. Er rodete das Land und baute darauf ein Haus, das Hackenbergs- oder Steinkuhlskate genannt wurde. Es blieb in Familienbesitz und wurde zuletzt 1796 auf zehn Jahre an Johann Ludger Steinkuhl in Zeitgewinn gegeben. Zeitweise nannte er sich Johann Ludger Hackenberg, wobei sich sein Vater in den Registern Johann Caspar am Hackenberg nennt, dessen Vater aber darin als Johann auf Nollenheid bezeichnet wird. Johann Ludger Steinkuhl (auch Hackenberg) war mit Christina Sophie aus der Asey verheiratet. Er schloss gegen den Widerstand der Bauern aus Schuir, die unter Führung seines Schwagers Asey Eigentumsrechte an den Höfen behaupteten, 1828 einen Erbpachtvertrag mit dem Domänenfiskus über den Kotten Hackenberg ab. Die Minderjährigen Heinrich und Katharina Steinkuhl wurden 1850 durch Ablösung der fiskalischen Lasten uneingeschränkte Eigentümer. Die Straße Hackenberghang verbindet in einem südlichen Bogen die Straßen Am Gutshof und Schauinsland. |                                                                      |
| Hatzper Bogen          | 460                                     | Bezug auf die Hatzper Straße                         | 3. Mai 1967         | Der Hatzper Bogen liegt südlich der Bundesautobahn 52 und war Teil der aus Haarzopf kommenden Hatzper Straße, die 1967 durch den Bau der Autobahn einen anderen, nördlicheren Verlauf erhielt. Ursprünglich hieß die Straße ab 1911 Haarzopfer Straße, bevor sie 1915 zur Hatzper Straße wurde. Der heute parallel zur Autobahn verlaufende Abschnitt des späteren Hatzper Bogens trug ab 1949 die Bezeichnung Auf der Bracke und wurde 1967 dem seitdem sogenannten Hatzper Bogen angegliedert. |                                                                      |
| Hatzper Straße         | 590 (im Stadtteil)                      | Lagebezeichnung, Ableitung von Haarzopf              | 9. Juli 1915        | Hatzper ist eine alte Form von Hartzappe/Haarzopf. Dabei heißt Appe (eigentlich Apa) „fließendes Gewässer“. Von einigen Sprachwissenschaftlern wird Hartz als „Hirsch“ oder „Wald“ interpretiert. Demnach könnte man Hartzappe als Waldbach oder Hirschbach übersetzen, und es wird vermutet, dass Hirschbach der Bach hieß, der heute durch Haarzopf fließt und Steinbach heißt. Die Hatzper Straße, die zuvor Haarzopfer Straße hieß, kommt aus dem Nachbarstadtteil Haarzopf, überquert in Schuir in südlicher Richtung die Bundesautobahn 52 und führt auf die Meisenburgstraße. Dabei bildet sie zwischen dieser und der Theodor-Althoff-Straße die Grenze zu Bredeney. Nach dem Bau der Autobahn 1967 erhielt sie in Schuir diesen Verlauf. Zuvor war der heutige Hatzper Bogen der ursprüngliche Verlauf der Hatzper Straße. |                                                                      |
| Im Riek                | 1040                                    | Im Riek, Flurname                                    | 12. Feb. 1931       | In der Mutterrolle von 1846 ist erwähnt, dass Johann Eichholz eine Holzung im Rieck besitzt, abweichend treten die Formen Im Rich und Im Rick auf. Die Straße Im Riek verbindet die Straßen An der Pierburg und Ruthertal. |                                                                      |
| Kamisheide             | 1030                                    | Kamisheide, Flurname                                 | 12. Feb. 1931       | Der zur Flur Kamisheide gehörige Hof heißt Kamisheidt, wobei der Name sich wohl von Kampmannsheide abwandelte. Im Pachtbuch des Stifts Werden aus den Jahren 1589/90 haben die Erben des Hauses Schuir aus dem Gut die Kampmannsheide, mit dem sie belehnt sind, eine bestimmte Jahrespacht zu zahlen. Die Straße Kamisheide verbindet die Straßen An der Pierburg und Im Riek. | Kamisheide 50                                                        |
| Kamperfeld             | 640                                     | Kamperfeld, Flurname                                 | 31. Aug. 1948       | Die Straße Kamperfeld liegt in der Siedlung Engelsruh. Sie zweigt in einem westlichen Bogen vom Weißdornweg ab und führt wieder auf diesen zurück. |                                                                      |
| Lilienthalstraße       | 170 (im Stadtteil)                      | Otto Lilienthal, Luftfahrtpionier                    | 13. Juni 1932       | Die Lilienthalstraße, die ursprünglich Werdener Weg hieß, führt von Mülheim an der Ruhr über den Nachbarstadtteil Haarzopf weiter in südlicher Richtung nach Schuir. Dabei ist sie Teil der Landesstraße L442. |                                                                      |
| Ligusterweg            | 570                                     | Liguster, Pflanze                                    | 31. Aug. 1949       | Zur Zeit der Straßenbenennung waren hier mehrere Grundstücke mit Ligusterhecken eingefasst. Der Ligusterweg liegt in der Siedlung Engelsruh und verbindet dort den Weißdornweg mit der Straße An der Ziegelei. |                                                                      |
| Lutterbecks Busch      | 260 (ohne Stichstraßen)                 | Lutterbecks Busch, Flurname                          | 21. Okt. 1938       | Die Straße wurde nach dem zum Hof Lutterbeck gehörigen Busch (Wald) benannt. In der Mutterrolle von 1826 ist Johann Georg Lotterbeck als Besitzer von Land in Lutterbecksbusch erwähnt. 1350 wird der Hof selbst in einem Heberegister der Pforte zu Werden genannt. In den Überlieferungen treten auch die Schreibweisen Letterbeck, Letterbeyke und Lotterbeck auf. Die Straße Lutterbecks Busch ist eine südliche Stichstraße der Meisenburgstraße. |                                                                      |
| Meisenburgstraße       | 4260 (im Stadtteil)                     | Meisenburg, Flur- und Familienname                   | 9. Juli 1915        | 1825 verpachtete die Domänenverwaltung ein Ackerstück an den Wirt Wilhelm Meisenburg in Schuir. Aus dem Nachbarstadtteil Kettwig kommend verläuft die Meisenburgstraße, die zuvor Kettwiger Straße hieß, in nordöstlicher Richtung durch Schuir und weiter in Bredeney. Sie ist Teil der Landesstraße L441. | Meisenburgstraße 171                                                 |
| Mielesheide            | 170                                     | Mieles, Name eines Kottens in Bredeney               | 24. Feb. 1970       | In alten Werdener Registern wird der Kotten mit upp der heyde an der hogestrait bezeichnet. Er wurde im 15. Jahrhundert von der Wusthove abgesplissen und zusammen mit diesem von der Abtei Werden angekauft. 1554 war der Mieleskotten an einen gewissen Meles verpachtet gewesen und erhielt ihn für weitere 30 Jahre in Pacht. Seit dieser Zeit ist aktenmäßig belegt, dass die Familie den Kotten in ununterbrochener Reihenfolge bewirtschaftete. 1664 erhielten die Eheleute Meilsheide den Kotten auf 14 Jahre Pacht. Der 22 Morgen große Kotten ging 1825 durch Erbpachtvertrag an Johan Ludger Milesheidt. Daraus wurde später die Schreibweise Mielesheidt. Durch Ablösung der fiskalischen Lasten wurde Heinrich Mieles 1853 uneingeschränkter Eigentümer. Die Straße Mielesheide liegt in der Siedlung Engelsruh und bildet eine östliche Stichstraße des Weißdornwegs. |                                                                      |
| Norbertstraße          | 520 (im Stadtteil)                      | Norbert, männlicher Vorname                          | 25. Mai 1906        | Die Benennung nach einem Vornamen erfolgte durch den Rüttenscheider Beschluss von 1895. Die Norbertstraße, die zuvor Nikolausstraße und kurzzeitig Nicodemusstraße hieß, war ursprünglich Teil eines alten Handelsweges von Essen über Rüttenscheid nach Kettwig. Die Norbertstraße führt von Rüttenscheid kommend parallel zur Bundesautobahn 52 und als Landesstraße L176 weiter als Grenze zwischen der Margarethenhöhe und Bredeney bis nach Schuir. |                                                                      |
| Pierburger Saum        | 490 (im Stadtteil)                      | Lage am Rande (Saum) der Pierburg                    | 11. Dez. 1950       | Der Name Pierburg wurde einst willkürlich vergeben, denn eine Burg dieses Namens gab es nicht. Die Straße Pierburger Saum ist eine östliche Stichstraße der Straße An der Pierburg, wobei sie die Grenze zum Nachbarstadtteil Kettwig bildet und noch wenige Meter dort verläuft. |                                                                      |
| I.- III. Ruschenfeld   | 310 (alle Straßenabschnitte zusammen)   | Ruschen, Hofname                                     | 5. Juli 1950        | Benannt nach dem zum Hof Ruschen gehörigen Feld. Die drei parallelen Straßen I. Ruschenfeld, II. Ruschenfeld und III. Ruschenfeld liegen im Westen der Siedlung Engelsruh und verbinden alle drei die Straße An der Ziegelei mit dem Ligusterweg. |                                                                      |
| Ruthertal              | 1910 (im Stadtteil)                     | Ruthe, Flurname                                      | 7. Jan. 1909        | Die Straße liegt im Tal des Rutherbachs (auch Schuirbach genannt). Die Straße Ruthertal zweigt westlich vom Schuirweg ab, und führt entlang des Schuirbachs ins Ruhrtal weiter in Werden. | Ruthermühle im Ruthertal                                             |
| Rutherweg              | 1250 (im Stadtteil)                     | Ruthe, Hof-, Bach, und Flurname                      | 23. Jan. 1957       | Um 1412 wird in einem Lehengüterverzeichnis folgendes erwähnt: Johannes Luttelnow cum bonis in der Rute belehnt. Es treten auch die Schreibweisen Ruto, Ruyten und andere auf. Letzte Pächter des Rutherhofs waren Johannes Ruthmann und Anna Gertrud geb. Hattig, die an Martini 1801 Unserer Abtey allodial eigenthümliches in der Honnschaft Schuer gelegenes Gut, auf der Ruthen genannt, auf zehn Jahre pachten. 1822 schlossen diese Eheleute einen Erbpachtvertrag über den 84 Morgen großen Hof mit dem Domänenfiskus ab. 1853 wurde Wilhelm Ruthmann durch Ablösung der fiskalischen Lasten uneingeschränkter Eigentümer. Der Rutherweg zweigt östlich der Straße Ruthertal ab und führt weiter nach Werden, wo er auf den Schuirweg mündet. |                                                                      |
| Schauinsland           | 530                                     | Lage mit Weitblick                                   | 18. Okt. 1954       | Die Benennung erfolgte in Bezug auf die Straßenlage mit weitem Blick auf die Ruhrhöhen. Die Straße Schauinsland verbindet die Straße Hackenberghang in einem Winkel mit der Meisenburgstraße. |                                                                      |
| Schuirweg              | 2880 (im Stadtteil) (ohne Stichstraßen) | Honnschaft Schuir                                    | 8. Mai 1933         | Die Ehemalige Honnschaft Schuir gehörte bis zur Säkularisation 1803 zum Stift Werden und danach zur Bürgermeisterei Kettwig-Land (bestehend aus Umstand, Ickten, Roßkothen, Bredeney, Heisingen und Schuir). Am 1. September 1902 wurden Schuir und Bredeney abgetrennt und aus ihnen eine eigene Bürgermeisterei gebildet, die am 1. April 1915 zur Stadt Essen eingemeindet wurde. Der Schuirweg, der ursprünglich Mülheimer Weg hieß, quert den Stadtteil Schuir von der Meisenburgstraße in südöstlicher Richtung bis ins Ruhrtal in Werden. Dabei ist er Teil der Landesstraße L442. | Haus Schuir am Schuirweg                                             |
| Theodor-Althoff-Straße | 690                                     | Theodor Althoff, Kaufmann und Warenhaus-Unternehmer  | 29. Nov. 1967       | Das Warenhaus-Unternehmen von Theodor Althoff fusionierte 1920 mit der Kaufhaus-Kette Karstadt, deren Firmensitz die Theodor-Althoff-Straße heute umschließt. Die Theodor-Althoff-Straße, die zuvor Teil der Straße Beckmannsbusch war, die davor Adelskamp hieß, führt von der Bundesautobahn 52 in südlicher Richtung und knickt dann nach Westen auf die Hatzper Straße ab. Dabei bildet sie im gesamten Verlauf die Grenze zu Bredeney. | ehemalige Karstadt-Hautverwaltung an der Theodor-Althoff-Straße      |
| Wallneyer Straße       | 2040                                    | Wallney, Name einer Höfegruppe                       | 29. Juni 1967       | Die Höfegruppe bestand aus Ober- und Unterwallney. Urkundlich ist der Verkauf des Dienstmanngutes und Hofs Wallenei bei Werden am 9. November 1348 durch Johannes von Wallenei an den Abt Heinrich von Wildenburg belegt. Unterwalldeney war ein von der ehemaligen Reichsabtei Werden herkommendes Gut. Der aufsitzenden Familie Unterwalldeney war es seit Generationen in Leibgewinnpacht verliehen. 1798 kam es zu einem Prozess wegen vermeintlichen Erbrechts zwischen den Aufsitzenden und dem Werdener Abt, wobei der Kläger schließlich eingestand, reiner Zeitpächter zu sein. Gnädig erneuerte der Abt die Pacht um weitere zehn Jahre. Hermann Unterwalleney schloss 1831 mit dem Domänenfiskus einen Erbpachtvertrag, wobei der Hof einschließlich Büsche (Wälder) 193 Morgen groß war. Der Erbpachtskanon wurde am 9. Oktober 1852 durch Heinrich Unterwallenei abgelöst, woraufhin er uneingeschränkter Eigentümer wurde. Auch der Hof Oberwalleney war ein aus der Abtei Werden stammendes Zeitpachtgut, dessen Verträge seit 1707 lückenlos vorhanden sind. In diesem Jahr erhielten Johann zu Wallney und Elsgen Beckmann das Gut auf sieben Jahre. 1739 pachteten Peter vom Viehausen und Anna Maria zu Wallney den Hof für 14 Jahre. Johann Heinrich, ein Sohn von Heinrich zu Wallney und Anna Maria Preutenborbeck, war letzter Pächter. Er schloss 1828 einen Erbpachtvertrag mit dem Domänenfiskus für den mit Waldflächen 195 Morgen großen Hof. Die Wallneyer Straße, die vor dem Bau der Bundesautobahn 52 Teil der aus Haarzopf kommenden Eststraße war, verbindet die Meisenburgstraße in südlicher Richtung mit dem Schuirweg. | Alte Schule, heute Walter-Hohmann-Sternwarte an der Wallneyer Straße |
| Weißdornweg            | 190                                     | Weißdorn, Heckenpflanze                              | 7. Sep. 1960        | Die Benennung erfolgte in Anlehnung an die vor Ort vorhandenen Weißdornhecken. Der Weißdornweg verbindet in der Siedlung Engelsruh die Straßen Mielesheide und Engelruh. |                                                                      |
| Wolfsbachtal           | 1280 (im Stadtteil)                     | Flurname im Tal des Wolfsbaches                      | 13. Dez. 1961       | Die Straße Wolfsbachtal, die in Teilen zuvor zum Wolfsbachweg gehörte, bildet großenteils die östliche Grenze Schuirs zu den Nachbarstadtteilen Bredeney im Norden und Werden im Süden. | Wolfsbachtal 90                                                      |

## Liste ehemaliger Straßennamen
Die Liste ehemaliger Straßennamen erhebt keinen Anspruch auf Vollständigkeit.
| Name              | von           | bis           | umbenannt in (aktuell)    | Herleitung                                                                          | Bemerkungen |
| ----------------- | ------------- | ------------- | ------------------------- | ----------------------------------------------------------------------------------- | --- |
| Adelskamp         | 6. Aug. 1907  | 9. Juli 1915  | → Theodor-Althoff-Straße  |                                                                                     | Der südliche Teil der Theodor-Althoff-Straße war ein Teil der Straße Beckmannsbusch, die in östlicher Richtung weiter in Bredeney verlief. Sie hieß zuvor Adelskamp. |
| Auf der Bracke    | 31. Aug. 1949 | 3. Mai 1967   | → Hatzper Bogen           |                                                                                     | Der heute parallel zur Bundesautobahn 52 verlaufende Straßenabschnitt des heutigen Hatzper Bogens wurde 1949 Auf der Bracke genannt und nach dem Bau der Autobahn 1967 dem nun sogenannten Hatzper Bogen angegliedert, der bis dahin Teil der Hatzper Straße war. |
| Beckmannsbusch    | 9. Juli 1915  | 29. Nov. 1967 | → Theodor-Althoff-Straße  |                                                                                     | Der südliche Teil der Theodor-Althoff-Straße war ein Teil der Straße Beckmannsbusch, die in östlicher Richtung weiter in Bredeney verlief. Sie hieß zuvor Adelskamp. |
| Eststraße         | 9. Juli 1915  | 29. Nov. 1967 | → Wallneyer Straße        | Este, Flurname                                                                      | Die alte Schreibweise ist Hespede. Im Register der Pacht- und Rentengüter des Stifts Werden aus den Jahren 1474 bis 1477 steht: In den Hof Dahl ist zehntpflichtig Johan to Walney van einem stuck landtz gnant dat Walneyer Este. Vor dem Bau der Bundesautobahn 52 im Jahr 1967 war die Wallneyer Straße Teil der Eststraße, die nördlich der Autobahn im Stadtteil Haarzopf noch diesen Namen trägt. |
| Haarzopfer Straße | 21. Nov. 1911 | 9. Juli 1915  | → Hatzper Bogen           | Straße durch Haarzopf                                                               | Die Haarzopfer Straße wurde 1915 zur Hatzper Straße. Nachdem diese 1967 mit dem Bau der Bundesautobahn 52 im Bereich der Überführung nach Norden verlegt wurde, wurde der alte Straßenzug in Schuir Hatzper Bogen genannt. |
| Haeselerstraße    | um 1910       | um 1970       | → Bundesautobahn 52       |                                                                                     | Die Haeselerstraße verlief als östliche Verlängerung der Meisenburgstraße nördlich der Siedlung Engelruh und folgte dem dortigen, heutigen Verlauf der Autobahn 52 weiter, die Hatzper Straße querend, nach Osten. |
| Heierbusch        | 18. Feb. 1916 | um 1967       | → aufgehoben und überbaut | Alte Lagebezeichnung, die im Pachtvertrag des Hospitals Zum Heiligen Geist vorkommt | Die Straße Heierbusch kam von Süden aus Bredeney, wo sie diesen Namen noch heute trägt, querte die heutige Theodor-Althoff-Straße und führte auf die Haeseler Straße (heute Bundesautobahn 52). Sie ist in Schuir heute von der Karstadt-Zentrale überbaut. |
| Kettwiger Straße  | vor 1910      | 9. Juli 1915  | → Meisenburgstraße        | Straße nach Kettwig                                                                 | |
| Mühlheimer Weg    |               | 8. Mai 1933   | → Schuirweg               | Weg nach Mülheim an der Ruhr                                                        | |
| Nicodemusstraße   | 26. Jan. 1906 | 25. Mai 1906  | → Norbertstraße           |                                                                                     | Zuvor hieß die Straße Nikolausstraße. |
| Nikolausstraße    | 6. Sep. 1897  | 26. Jan. 1906 | → Norbertstraße           | Nikolaus, männlicher Vorname                                                        | Die Benennung nach einem Vornamen erfolgte durch den Rüttenscheider Beschluss von 1895. |
| Werdener Weg      |               | 13. Juni 1932 | → Lilienthalstraße        | Weg nach Werden                                                                     | |
| Wolfsbachweg      | 10. Mai 1914  | 13. Dez. 1961 | → Wolfsbachtal            | Wolfsbach, Zufluss der Ruhr                                                         | 1961 wurde der südwestliche Teil des Wolfsbachwegs, der die Grenze zwischen Schuir und Werden bzw. Bredeney bildet, Wolfsbachtal genannt. In Bredeney trägt der Wolfsbachweg noch heute seinen Namen. |